# Pylons
Pylons è un progetto di programmazione informatica open source che sviluppa un insieme di framework per applicazioni web scritte in Python.
All'inizio il progetto non era altro che un unico framework web ma con l'unirsi del framework repoze.bfg sotto il nuovo nome Pyramid il progetto Pylons ora comprende una serie di framework.
Fa un uso estensivo dell'interfaccia standard Web Server Gateway per promuovere la riusabilità e per separare funzionalità in moduli distinti.
È fortemente influenzata da Ruby on Rails: due dei suoi componenti principali, Routes e WebHelpers, sono reimplementazioni in Python di caratteristiche di Rails.

## Struttura
Pylons è ben conosciuto per avere una stack "near-complete" (quasi completo) di strumenti di terze parti evitando il fenomeno del "non inventato qui".

### Package usati in modalità predefinita da Pylons, e aggiunte popolari
- Mako - Default templating engine for Pylons
- Myghty - URL Dispatch, Controllers, Caching, Templating and more
- Python Paste - Project setup, testing, and deployment
- WebOb - Request and Response objects
- EasyInstall - Installation and package dependencies
- Routes - Routing implementation based on Rails routes
- FormEncode - Validation and form generation
- WebHelpers - HTML Helper functions
- SQLAlchemy - Object Relational Mapper